# Brendan Guhle
Brendan Guhle (* 29. Juli 1997 in Edmonton, Alberta) ist ein ehemaliger kanadischer Eishockeyspieler, der im Verlauf seiner aktiven Karriere zwischen 2013 und 2022 unter anderem 65 Spiele für die Buffalo Sabres und Anaheim Ducks in der National Hockey League (NHL) auf der Position des Verteidigers bestritten hat. Darüber hinaus absolvierte Guhle über 200 weitere Partien in der American Hockey League (AHL).

## Karriere

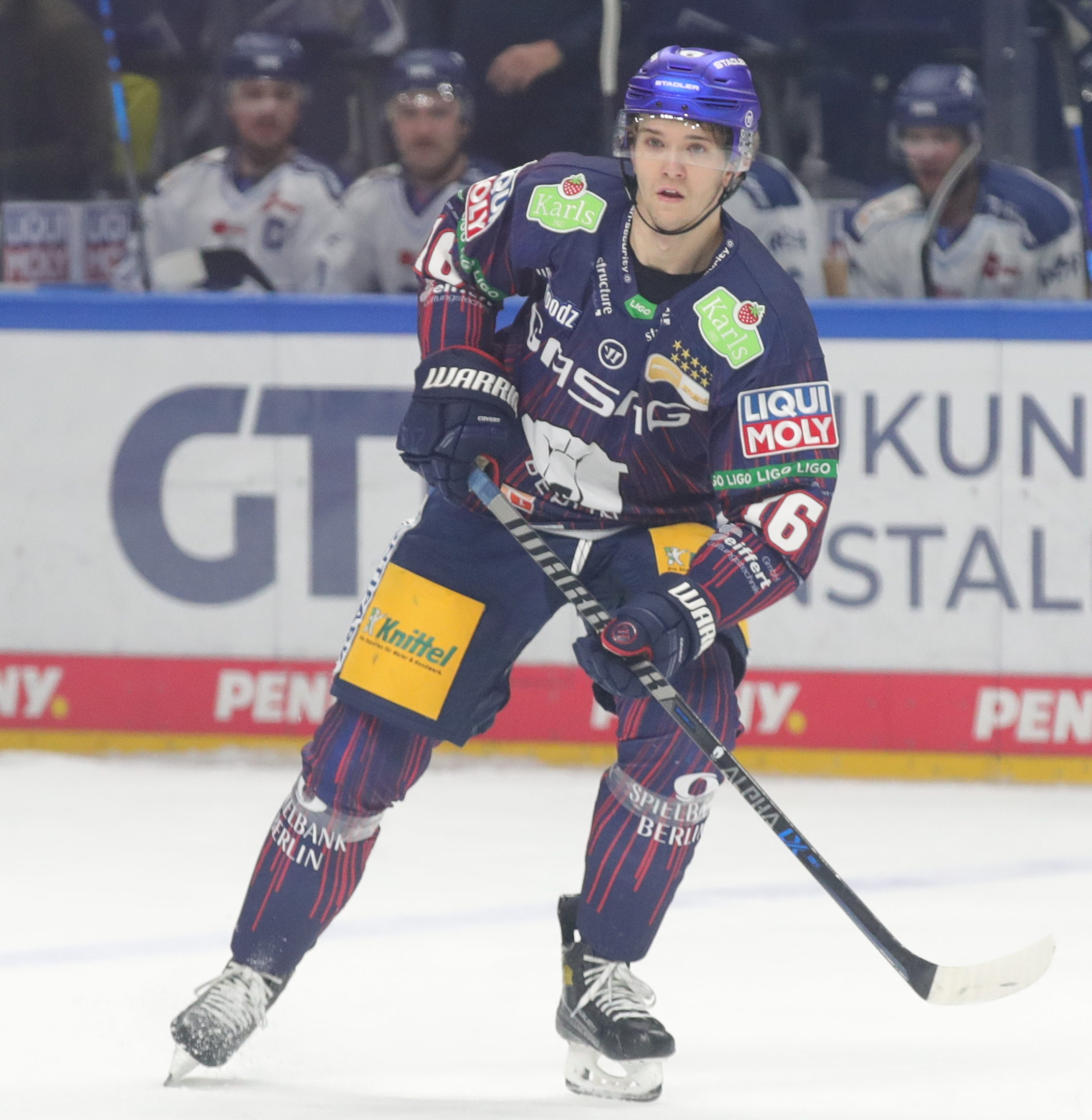
Guhle im Trikot der Eisbären Berlin (2022)

Guhle spielte bis zum Sommer 2013 in den Midget-Ligen der Provinz Alberta. Anschließend schloss er sich den Prince Albert Raiders aus der Western Hockey League (WHL) an, die ihn im Bantam Draft des Vorjahres an dritter Gesamtposition ausgewählt hatten. Der Verteidiger konnte in seiner Rookiesaison zehn Torvorlagen sammeln. Bereits in seinem zweiten Jahr verdreifachte er seine Punktausbeute und wurde im NHL Entry Draft 2015 in der zweiten Runde an 51. Position von den Buffalo Sabres aus der National Hockey League ausgewählt. Diese nahmen ihn daraufhin umgehend mit einem NHL-Einstiegskontrakt über drei Jahre Laufzeit unter Vertrag, beließen ihn aber weiter in Prince Albert in der WHL. Dort ging er in der Saison 2015/16 in seine dritte Spielzeit.
Am Ende der Saison sammelte Guhle erste Erfahrungen im Profibereich, als er in sechs Spielen für Buffalos Farmteam, die Rochester Americans, in der American Hockey League (AHL) auflief. In diesen sechs Partien erreichte er vier Scorerpunkte. Dennoch stand er zu Beginn des Spieljahres 2016/17 wieder im Kader der Raiders. Allerdings galt dies lediglich für die ersten 15 Saisonspiele, da er im November 2016 im Tausch für zwei Spieler und zwei Draft-Wahlrechte an den Titelaspiranten Prince George Cougars abgegeben wurde. Nur einen Monat später gab Guhle ein kurzes Gastspiel im Kader der Buffalo Sabres, die ihn aufgrund zahlreicher Verletzungen in drei NHL-Partien einsetzten. Im Anschluss daran liehen sie den Verteidiger wieder an die Cougars in die WHL aus. Nach dem Ende der WHL-Spielzeit kehrte Guhle im April 2017 für sechs weitere AHL-Einsätze zu den Americans zurück.
Mit Beginn der Saison 2017/18 war der Abwehrspieler ein fester Bestandteil der Organisation der Sabres. Vermehrt kam er für die Amerks in der AHL zu Einsätzen, während er im Verlauf seiner Rookiespielzeit aber auch Einsatzminuten in der NHL bei den Sabres sammelte. Im Februar 2019 wurde er schließlich gemeinsam mit einem Erstrunden-Wahlrecht im NHL Entry Draft 2019 an die Anaheim Ducks abgegeben. Diese schickten im Gegenzug Brandon Montour nach Buffalo. Dort war der Kanadier insgesamt drei Spielzeiten bis zum Sommer 2022 aktiv, verbrachte den Großteil davon aber ebenfalls in der AHL bei den San Diego Gulls. Für Anaheim selbst bestritt er in diesem Zeitraum, der durch die COVID-19-Pandemie geprägt war, lediglich 42 Partien.
Nach dem Auslaufen des Vertrags wechselte Guhle im Juli 2022 zu den Eisbären Berlin in die Deutsche Eishockey Liga (DEL). Nachdem er zu Saisonbeginn eine Gehirnerschütterung erlitten hatte, fiel er jedoch bis Ende November aus, ehe er den Berlinern zur Verfügung stand. Dennoch gab der Kanadier im Dezember nach nur sieben Saisoneinsätzen das Ende seiner aktiven Karriere im Alter von 25 Jahren bekannt.

### International
Guhle vertrat die Mannschaft Canada Pacific im Rahmen der World U-17 Hockey Challenge im Januar 2014 und gewann dabei mit dem Team die Silbermedaille. In sechs Turnierspielen steuerte er eine Torvorlage bei.

## Erfolge und Auszeichnungen
- 2014 Silbermedaille bei der World U-17 Hockey Challenge
- 2015 Teilnahme am CHL Top Prospects Game
- 2019 Teilnahme am AHL All-Star Classic

## Karrierestatistik

### International
Vertrat Kanada bei:
- World U-17 Hockey Challenge 2014 (Januar)

(Legende zur Spielerstatistik: Sp oder GP = absolvierte Spiele; T oder G = erzielte Tore; V oder A = erzielte Assists; Pkt oder Pts = erzielte Scorerpunkte; SM oder PIM = erhaltene Strafminuten; +/− = Plus/Minus-Bilanz; PP = erzielte Überzahltore; SH = erzielte Unterzahltore; GW = erzielte Siegtore; 1 Play-downs/Relegation; Kursiv: Statistik nicht vollständig)